# Фогтландский филармонический оркестр
Фогтландский филармонический оркестр (нем. Vogtland Philharmonie Greiz/Reichenbach) — немецкий симфонический оркестр, базирующийся в городах Райхенбах и Грайц, расположенных в исторической области Фогтланд (частично совпадающей с одноимённым административным районом). Основан в 1992 г. путём слияния Грайцского филармонического оркестра (Staatliche Sinfonieorchesters Greiz) и Фогтландоркестра из Райхенбаха (Staatliche Vogtlandorchester Reichenbach).
Среди значительных событий в истории оркестра — исполнение Реквиема Эндрю Ллойда Уэббера, «Немецкого реквиема» Иоганнеса Брамса и «Военного реквиема» Бенджамина Бриттена в различных городах Германии, гастроли в Китае в 1997 г. и в Испании в 1998 г., юбилейный концерт Руджеро Риччи, отметившего в Грайце своё 80-летие (1998).

## Художественные руководители
- Ханс Райнер Фёрстер (1992—1994)
- Дорон Саломон (1995—2003)
- Иржи Малат (2004—2013)
- Дэвид Марлоу (с 2014 г.)